# Campionati africani di lotta 1969
I campionati africani di lotta 1969 sono stati la prima edizione della manifestazione continentale. Si sono svolti nel luglio 1969 a Casablanca in Marocco. Si sono svolte solo competizioni di lotta greco-romana per atleti di genere maschile.

## Risultati
| Evento                    | Oro                           | Argento                   | Bronzo           |
| Lotta greco-romana        |                               |                           |                  |
| fino a 48 kg (dettagli)   | Hekal Taha Gomaa              | Habib Dalimi              | Fatmi            |
| fino a 52 kg (dettagli)   | Mundżid Muhammad Salim        | Muhammad Karmus           | Habib Chouachi   |
| fino a 57 kg (dettagli)   | Ibrahim as-Sajjid             | Khalifa Karaouane         | Noureddin Majeri |
| fino a 62 kg (dettagli)   | Abdelmajid Touati             | Farok Mohamed Salem       | Dinar            |
| fino a 68 kg (dettagli)   | Gaber Mohamed Gaber           | Muhammad Mukrim Binmansur | Benghassa        |
| fino a 74 kg (dettagli)   | Abdel Nabi Abdel Aziz Mohamed | Abdelkrim Hanine          | Ahmed Siudani    |
| fino a 82 kg (dettagli)   | Mahmud Ibrahim                | Hammami                   | Antar            |
| fino a 90 kg (dettagli)   | Ahmed Mahmoud Fouad           | R'Bai Allal               | Mustapha Dridi   |
| fino a 100 kg (dettagli)  | Robert NDiaye                 | Amimi                     | Khaloufi         |
| fino a +100 kg (dettagli) | Amine                         | Ali Gharbi                | Hamid Abdel      |

## Medagliere
| Pos.   | Paese   | Oro | Argento | Bronzo | Totale |
| ------ | ------- | --- | ------- | ------ | ------ |
| 1      | Egitto  | 8   | 1       | 1      | 10     |
| 2      | Libia   | 1   | 0       | 2      | 3      |
| 3      | Senegal | 1   | 0       | 0      | 1      |
| 4      | Marocco | 0   | 6       | 3      | 9      |
| 5      | Tunisia | 0   | 3       | 4      | 7      |
| Totale | Totale  | 10  | 10      | 10     | 30     |